# حزب استقلال ملی افغانستان
حزب استقلال ملی افغانستان یک حزب سیاسی در افغانستان به رهبری تاج محمد وردک است.